# Альбіан Аєті
Альбіан Аєті (нім. Albian Ajeti; нар. 26 лютого 1997, Базель) — швейцарський футболіст албанського походження, нападник клубу «Базель».
Виступав, зокрема, за клуби «Штурм» (Грац), «Санкт-Галлен» та «Селтік».
Чемпіон Швейцарії. Володар Кубка Швейцарії.

## Клубна кар'єра
Народився 26 лютого 1997 року в місті Базель. Вихованець футбольної школи клубу «Базель».
У дорослому футболі дебютував 2013 року виступами за команду клубу «Базель» II, в якій провів два сезони, взявши участь у 45 матчах чемпіонату.
Своєю грою за цю команду привернув увагу представників тренерського штабу клубу «Базель», до складу якого приєднався 2014 року. Відіграв за команду з Базеля наступні два сезони своєї ігрової кар'єри.
Згодом з 2016 по 2017 рік грав у складі команд клубів «Аугсбург» та «Санкт-Галлен».
2017 року повернувся до клубу «Базель». Цього разу провів у складі його команди два сезони. Більшість часу, проведеного у складі «Базеля», був основним гравцем атакувальної ланки команди. У складі «Базеля» був одним з головних бомбардирів команди, маючи середню результативність на рівні 0,5 голу за гру першості. У сезоні 2017–18 років, став найкращим бомбардиром чемпіонату маючи в активі 17 голів.
До складу клубу «Вест Гем Юнайтед» приєднався 2019 року.
13 серпня 2020 року, Альбіан  підписав чотирирічну угоду з клубом «Селтік».
31 серпня 2022 року на правах оренди Аєті перейшов до австрійської команди «Штурм» (Грац).
4 вересня 2023 року, Альбіан уклав однорічний контракт з турецьким клубом «Газіантеп».
1 лютого 2024 року, повернувся до команди «Базель».

## Виступи за збірні
2012 року дебютував у складі юнацької збірної Швейцарії, взяв участь у 29 іграх на юнацькому рівні, відзначившись 12 забитими голами.
2014 року залучався до складу молодіжної збірної Швейцарії. На молодіжному рівні зіграв у 8 офіційних матчах.
2018 року дебютував в офіційних матчах у складі національної збірної Швейцарії.
| Дата       | Місто        | Господарі | Результат | Гості     | Турнір                               | Голи | Примітки |
| ---------- | ------------ | --------- | --------- | --------- | ------------------------------------ | ---- | -------- |
| 8-9-2018   | Санкт-Галлен | Швейцарія | 6 – 0     | Ісландія  | Ліга націй УЄФА 2018-2019 - 1-й етап | 1    | 65'      |
| 11-9-2018  | Лестер       | Англія    | 1 – 0     | Швейцарія | товариський матч                     | -    | 66'      |
| 15-10-2018 | Рейк'явік    | Ісландія  | 1 – 2     | Швейцарія | Ліга націй УЄФА 2018-2019 - 1-й етап | -    | 90+1'    |
| 14-11-2018 | Лугано       | Швейцарія | 0 – 1     | Катар     | товариський матч                     | -    | 46'      |
| 18-11-2018 | Люцерн       | Швейцарія | 5 – 2     | Бельгія   | Ліга націй УЄФА 2018-2019 - 1-й етап | -    | 90+2'    |
| 23-3-2019  | Тбілісі      | Грузія    | 0 – 2     | Швейцарія | Відбір до ЧЄ 2020                    | -    | 61'      |
| 26-3-2019  | Базель       | Швейцарія | 3 – 3     | Данія     | Відбір до ЧЄ 2020                    | -    | 71'      |
| 5-9-2019   | Дублін       | Ірландія  | 1 – 1     | Швейцарія | Відбір до ЧЄ 2020                    | -    | 86'      |
| 8-9-2019   | Сьйон        | Швейцарія | 4 – 0     | Гібралтар | Відбір до ЧЄ 2020                    | -    |          |
| 15-11-2019 | Санкт-Галлен | Швейцарія | 1 – 0     | Грузія    | Відбір до ЧЄ 2020                    | -    | 71'      |
| 3-9-2020   | Львів        | Україна   | 2 – 1     | Швейцарія | Ліга націй УЄФА 2020-2021 - 1-й етап | -    | 73'      |
| Усього     |              | Матчів    | 11        |           | Голів                                | 1    |          |

## Титули і досягнення
- Чемпіон Швейцарії (2):

«Базель»: 2014-15, 2024-25
- Володар Кубка Швейцарії (2):

«Базель»: 2018-19, 2024-25
- Найкращий бомбардир чемпіонату Швейцарії (1):

«Базель»: 2017-18
- Володар Кубка Шотландії (1):

«Селтік»: 2019-20
- Володар Кубка шотландської ліги (1):

«Селтік»: 2021-22
- Чемпіон Шотландії (1):

«Селтік»: 2021-22
- Володар Кубка Австрії (1):

«Штурм»: 2022-23